# تراتب اجتماعي

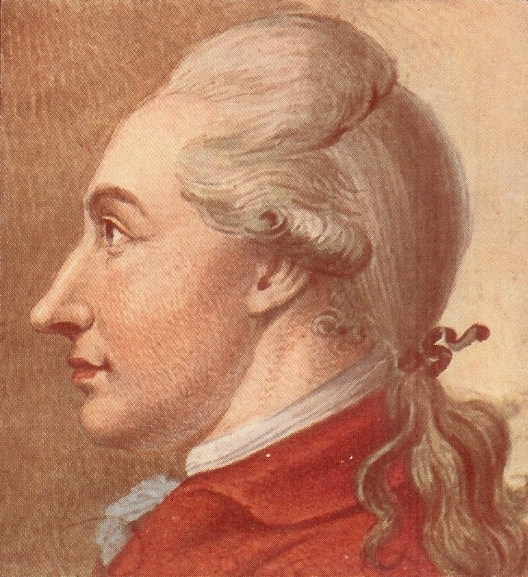

التراتب الاجتماعي،  هو تنسيق نتج لسبب جغرافي ومعنوي لجماعات البشر في أطر وهيئات معينة تحت مراعاة المنفعة والمصلحة العامة وقدرات أفراد الجماعة البشرية بحيث يتهيكل الجميع في بناء اجتماعي يكفل تفعيل ونفع أكثر أفراد المجتمع.
ويمكن القول بأن «التراتب الاجتماعي» يعني الطبقات الاجتماعية،  وهي قضية شائكة خاصة في المجتمعات التي لا تزال تسيطر عليها الانتماءات القبلية والعائلية والطائفية.